# Plinthocoelium domingoensis
Plinthocoelium domingoensis är en skalbaggsart som först beskrevs av Fisher 1922.  Plinthocoelium domingoensis ingår i släktet Plinthocoelium och familjen långhorningar. Inga underarter finns listade i Catalogue of Life.